# Céline Bara
Céline Bara (Antony, 9 settembre 1978) è un'attrice pornografica francese.
Ha preso parte ad oltre 186 film pornografici.

## Biografia
Céline Bara, originaria delle Isole Mauritius, è un'attrice pornografica francese.
Nel 1998 si sposa con suo cugino e produttore, Cyrille Bara, e comincia la sua carriera nel porno.
Nel 2002 lei e suo marito sono condannati a quattro anni di prigione per l'aggressione a un produttore e attore porno: Hervé Pierre Gustave.
Diventa presidentessa della propria casa di produzione Céline Bara Studio e, nel 2007, pubblica con il marito un'autobiografia: La Sodomite.

## Filmografia
- 2015: Antithéiste regia di Cyrille Bara, con Céline Bara, Leïla Sheitan, Lilith Leviathan, Cyrille Bara. Céline Bara Studio
- 2012: Baranormal Sexuality regia di Cyrille Bara, con Céline Bara, Lola Sulfureuse, Cathy de France et Cyrille Bara. Céline Bara Studio
- 2012: Pornos 99 regia di Cyrille Bara con Céline Bara, Rita Cardinale, Dolly Golden, Teresa Visconti, Murielle, Nataly Dune, Veronique Lefay, Michael Stefano, David Perry, Marc Barrow, Pascal White, Gilles Stuart, Titof, Kevin Long, Arnaud, Gregory. Céline Bara Studio
- 2011: Bara Sex Dance porno-animato 3D regia di Cyrille Bara. Céline Bara Studio
- 2011: Baradoxal regia di Cyrille Bara, con Céline Bara, Helena Bella, Sulfureuse. Céline Bara Studio
- 2010: Céline vs Stéphanie regia di Cyrille Bara, con Céline Bara, Stéphanie B. Céline Bara Studio
- 2010: Baraback regia di Cyrille Bara. Céline Bara Studio
- 2010: Céline Bara vs Satan porno-animato regia di Cyrille Bara, con Céline Bara. Céline Bara Studio
- 2010: Star Trik regia di Cyrille Bara, con Héléna Bella. Céline Bara Studio
- 2009: Pornanthologie volume 1 regia di Cyrille Bara. Céline Bara Studio
- 2009: Pornanthologie volume 2 regia di Cyrille Bara. Céline Bara Studio
- 2009: Pornanthologie volume 3 regia di Cyrille Bara. Céline Bara Studio
- 2008: Au nom du Fist regia di Cyrille Bara, con Héléna Bella, Aurore, Audrey. Céline Bara Studio
- 2003: Doktor Fellatio 18. Elegant angel
- 2001: Enculator regia di Cyrille Bara, con Samantha, Alona, Tony Carrera, Dino Toscani
- 2001: Déclic Rectal regia di Cyrille Bara, con Samantha, Sophie Roche, Nicole Fist, Philippe Duroc, Tony Carrera
- 2001: The Bara Sex Show regia di Cyrille Bara, con Mandy Léone, Alona, Roxanna, Tony Carrera, Tristan Malick, Philippe Duroc, Dino Toscani
- 2001: Psychose Rectale regia di Cyrille Bara, con Alona, Sophie Roche, Mandy Léone, Tony Carrera, Gilles Stuart, Philippe Duroc, Dino Toscani
- 2000: Hardlander regia di Cyrille Bara, con Mandy Léone, Roxanna, Alona, Eléa Moore, Tristan Malick, Tony Carrera, Gilles Stuart
- 2000: Casseur de fesses regia di Cyrille Bara, con Priscillia Lenn, Nina, Shannon, Vahyna, Tristan Malick, Tony Carrera, Gilles Stuart
- 2000: Doggy girls regia di Cyrille Bara, con Nina, Roxanna, Shannon, Tristan Malick
- 2000: Les Garces des étoiles regia di Cyrille Bara, con Delfynn Delage, Priscillia Lenn, Vahyna, Tony Carrera, Gilles Stuart, Dino Toscani
- 2000: Fiction anal regia di Cyrille Bara, con Delfynn Delage, Selena de Sade, Virginie, Tristan Malick, Tony Carrera, Gilles Stuart
- 2000: Hardlander regia di Cyrille Bara, con Delfynn Delage, Sophie Roche, Vahyna, Tony Carrera, Tristan Malick
- 2000: Obsessions Virtuelles regia di Cyrille Bara, con Genny, Angelique, Fyona, Tristan Malick
- 2000: Libre excès regia di Cyrille Bara, con Vahyna, Nicole Fist, Aphrodite, Tony Carrera, Gilles Stuart, Tristan Malick
- 2000: Sex Dream regia di Cyrille Bara, con Delfynn Delage, Avalone, Fyona, Tony Carrera, Gilles Stuart, Tristan Malick
- 2000: Agent 7007 regia di Cyrille Bara, con Delfynn Delage, Roxanna, Aphrodite, Tony Carrera, Gilles Stuart
- 2000: Analyseur regia di Cyrille Bara, con Séléna de Sade, Priscillia Lenn, Roxanna, Tony Carrera, Gilles Stuart
- 2000: Girls in Black regia di Cyrille Bara, con Priscillia Lenn, Mégane, Cynthia, Tony Carrera
- 2000: Dévore moi regia di Cyrille Bara, con Eléa Moore, Aphrodite, Natacha, Gilles Stuart
- 2000: Anal Training regia di Cyrille Bara, con Cassandra, Avalone, Kelly, Joachim Lawson, Dino Toscani
- 2000: Les confessions regia di Céline de Cyrille Bara, con Carat de Vandière, Martine, Alexandra, Tristan Malick
- 2000: La diablesse regia di Cyrille Bara, con Dara, Goldy Finger, Tony Carrera, Gilles Stuart
- 2000: Les Fantasmes de Céline regia di Cyrille Bara, con Priscillia Lenn, Gaëlle Lansac, Tony Carrera
- 2000: Black is black 3 regia di Joachim Lawson con Angela Tiger, Laura Angel. Concorde
- 2000: Lesbian anal 5 regia di Stan Lubrick con Priscillia Lenn, Prisca. Concorde
- 2000: Les Tontons tringleurs regia di Alain Payet con Tavalia Griffin, Dolly Golden, Lina Rush, Delfynn Delage. Blue One
- 2000: 2000 ans d'amour, regia di Alain Payet con Elodie Chérie, Silvia Saint, Delfynn Delage, Olivia de Treville, Daniella Rush, Dru Berrymore. Colmax
- 2000: Au Féminin, con Dolly Golden, Gina Ryder, Bridgette Kerkove, Chelynne Silver, Chelbee Myne. Imamedia
- 2000: Whore Factory con Candy, Roxxx, Dynamite, Layla Jade. Extrem associat
- 2000: Cock smokers 16. Extrem associat
- 2000: Smell like fish con Candy Kiss, Amber Michaels, Gens-X, Jasmin Saint Claire, Nikita Kash. Extrem associat
- 1999: Wild Wild Sex regia di Fabien Lafait, con Océane, Heidy Cassini, Thérésa Visconti. Maeva vidéo
- 1999: Amours de femmes regia di Fabien Lafait, con Maeva Exel, Gina Vice, Nathalie Dune. Maeva Vidéo
- 1999: Police des moeurs regia di Silvio Bandinelli con Laura Angel, Eva Falk, Angela Tiger, Mathilda. Colmax
- 1999: Les filles de la patronne regia di Max Bellocchio con Joy Karin's, Renata Rey, Angela Tiger. Marc Dorcel
- 1999: Passage à l'acte regia di Patrice Cabanel, con Océane, Nathalie Dune. JTC
- 1999: Tournage X 2, regia di Fred Coppula con Océane, Nathalie Dune. Luxor Vidéo
- 1999: Ass woman 8, con Rita Cardinale, Angela Tiger. XY video
- 1999: Fist Uro 18 regia di Didier Parker, con Cathy, Anita. Concorde
- 1999: Les ensorceleuses ou le Projet Blair Bitch, con Véronique Lefay, Dolly Golden, Nataly Dune. Mad X
- 1999: Requiem anal regia di Gabriel Zéro, con Lee Anh, Carinne, Debbie. Lucy vidéo
- 1999: Extrem anal 11 regia di Stan Lubrick, con Melissa Kine. Concorde
- 1999: Toisons au naturel regia di Philippe Soine, con Laura, Anita. Alkrys
- 1999: 95C regia di Lætitia, con Ines, Betty Bell, Betty Black. Nanou vidéo
- 1999: Malicia la malicieuse regia di Lætitia, con Malicia, Yves Baillat. Nanou vidéo
- 1999: Profession enculeur regia di Lætitia. Nanou vidéo
- 1999: Grosses névrosées du cul . MST